# Woolworth Mexicana
Woolworth Mexicana es una cadena de grandes almacenes que fueron fundadas por la FW Woolworth Company de los Estados Unidos. Se independizó en una compra de la gerencia por parte de los ejecutivos mexicanos en 1997. La empresa ahora forma parte del Grupo Comercial Control, una sociedad de cartera con operaciones en el comercio minorista.